# Eyes of the Insane
Eyes of the Insane est une chanson du groupe de metal américain Slayer, figurant sur l'album Christ Illusion (2006).
Le thème exploré par la chanson est issu d'une article paru dans le Texas Monthly sur les angoisses d'un militaire de retour de l'opération Liberté irakienne.
Le titre est récompensé du Grammy Award de la meilleure prestation metal à la 49e cérémonie des Grammy Awards.